# Jennifer Larmore
Jennifer Larmore (née le 21 juin 1958, à Atlanta, Géorgie) est une mezzo-soprano américaine qui excelle dans les rôles de coloratures baroque et du bel canto.

## Carrière
Originaire d'Atlanta, Jennifer Larmore a étudié au Westminster Choir College de Princeton (New Jersey) puis s'est perfectionnée en cours privés avec John Bullock et Regina Resnik. Elle a fait ses débuts professionnels à l'Opéra de Nice dans  La Clemenza di Tito de Mozart, s'imposant dans la foulée dans les plus grandes maisons d'opéra européennes. En 1988, elle a chanté Rosina dans  Il Barbiere di Siviglia de Rossini dans une production de Jérôme Savary à Strasbourg. En 1994, elle est rentrée aux États-Unis, où son triomphe en Romeo dans I Capuleti e i Montecchi de Bellini au Carnegie Hall de New York a signé le début d'une longue série de succès. En 1995 elle se produit au Metropolitan Opera. 
Son répertoire comprend Mahler, Schoenberg, Mozart, Manuel de Falla, Debussy, Berlioz et Barber. Plus récemment elle a évolué vers des rôles plus dramatiques tel que Kostelnička dans Jenůfa de Janáček, Lady Macbeth dans Macbeth de Verdi ou la Médée de Cherubini. Elle participe à la création de La Chute de Fukuyama (2013) de Grégoire Hetzel et Camille de Toledo.
Elle a collaboré avec des chefs comme Riccardo Muti, Leonard Bernstein, Giuseppe Sinopoli, Kurt Masur, Christoph von Dohnányi, Daniel Barenboim, Richard Bonynge, Lorin Maazel ou Seiji Osawa.
Jennifer Larmore a remporté le prix Richard Tucker et un Gramophone Award Meilleur opéra baroque  pour Giulio Cesare paru chez Harmonia Mundi. Elle a été nommée sept fois aux Grammy awards et a chanté pour la cérémonie de clôture des Jeux olympiques d'été de 1996. Elle a reçu les insignes de Chevalier de l'Ordre des Arts et des Lettres en 2002.

## Enregistrements
Depuis le début de sa carrière, Jennifer Larmore a enregistré plus de cent disques, publiés chez Teldec, RCA, Harmonia Mundi, Deutsche Grammophon, Arabesque, Opera Rara, Bayer, Naïve, Chandos, VAI et Cedille.
Outre le Il barbiere di Siviglia, Jennifer Larmore a enregistré les rôles principaux de Carmen de Bizet, Elisabetta, regina d'Inghilterra, La Cenerentola, L'italiana in Algeri, Bianca e Falliero de Rossini, Giulio Cesare de Haendel, La Sofonisba de Gluck, et I Capuleti e i Montecchi de Bellini.
Elle est aussi apparue dans des rôles secondaires dans  Orphée et Eurydice, Maria Stuarda, Francesca di Foix, Elvida, Adelaide di Borgogna, et Alessandro nelle Indie.

## Galerie

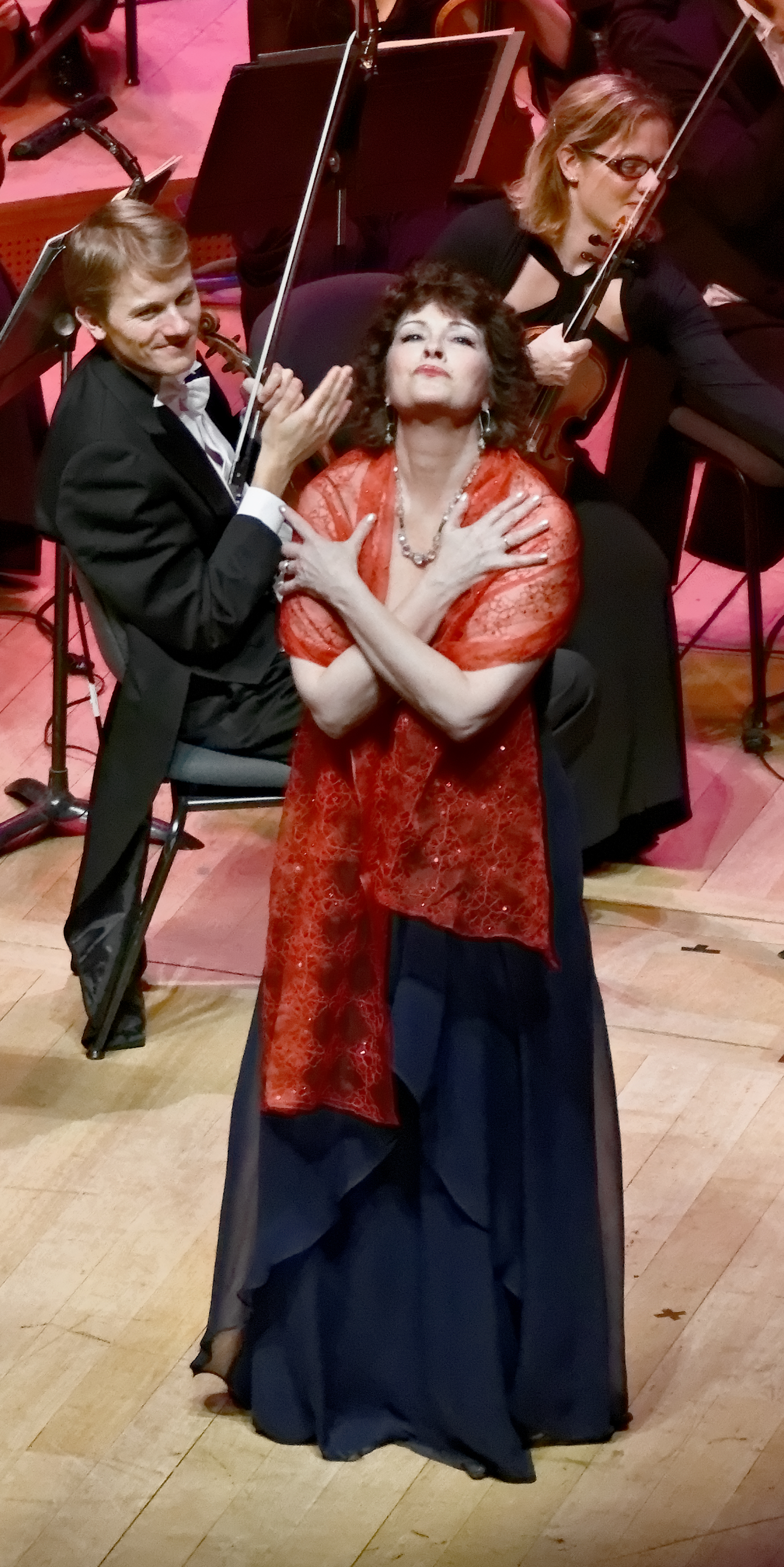
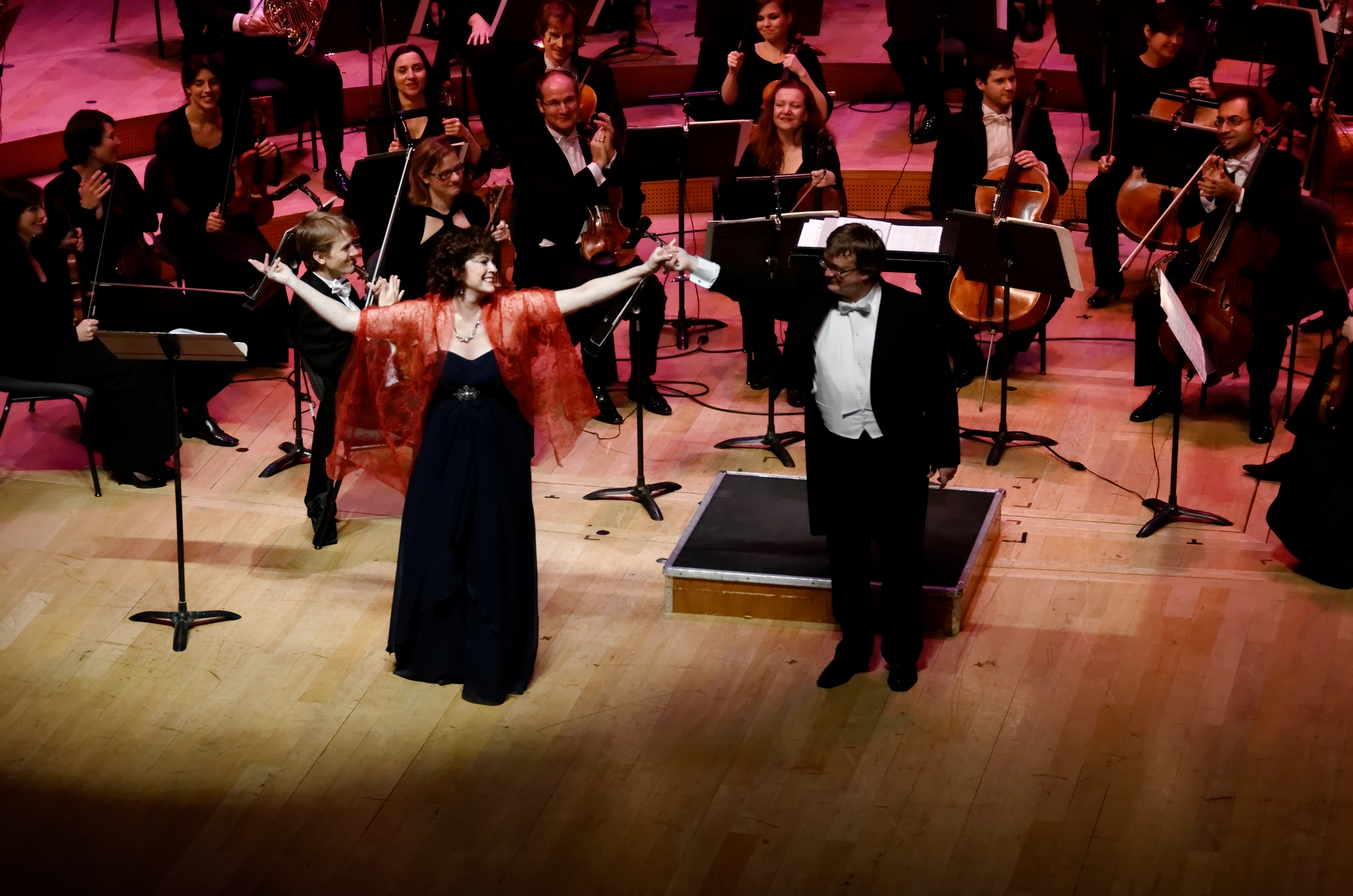
Jennifer Larmore avec l'orchestre de chambre de Bâle
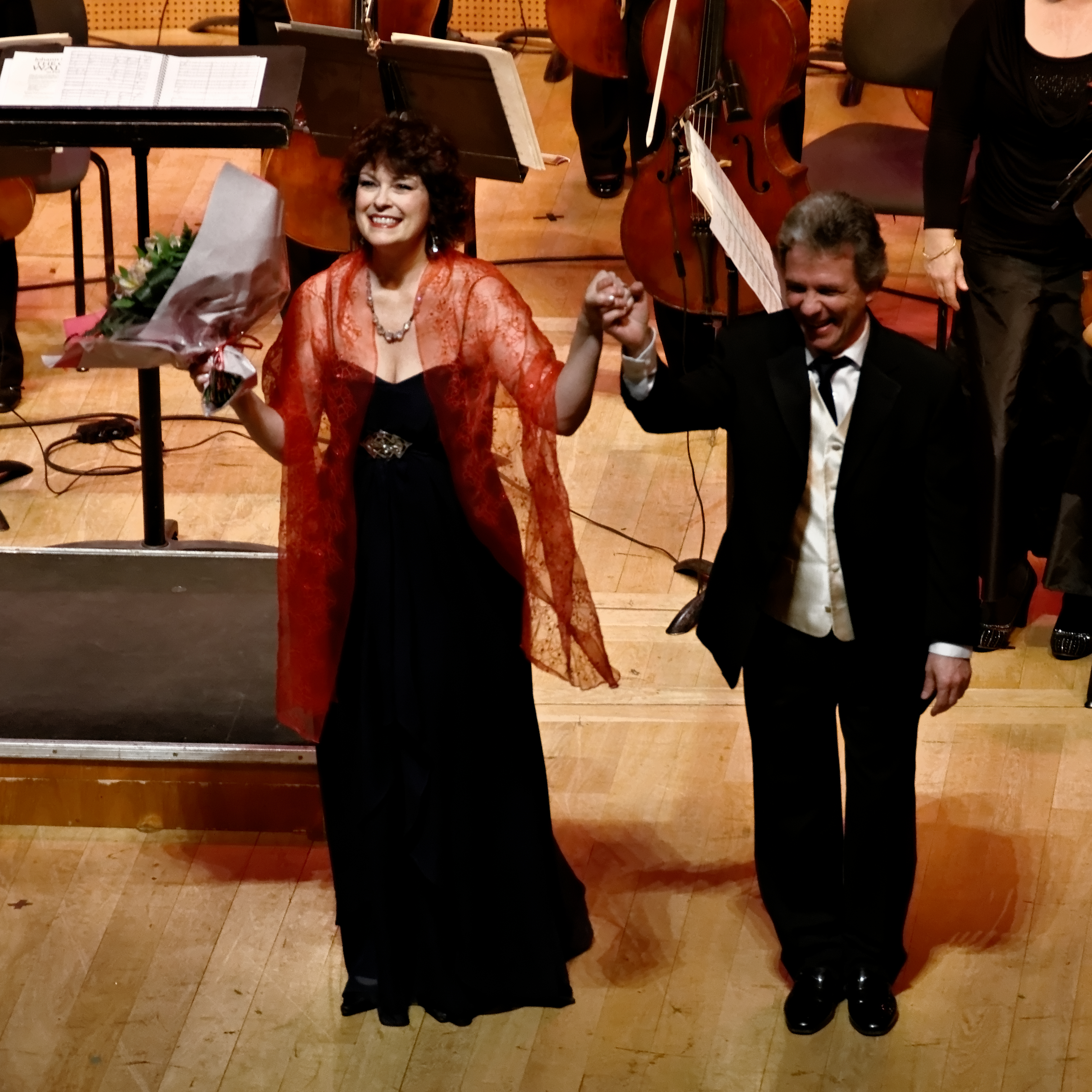
Jennifer Larmore avec Jean-Paul Fouchécourt